# C. Benz Söhne
C. Benz Söhne ("C. Benz figli") è stata una società costruttrice di automobili tedesca attiva nel settore dal 1906 al 1926.

## Storia
Karl Benz, fino al 1903 a capo della Benz da lui fondata a Mannheim, volle rimettere in discussione da capo il modo di fare autoveicoli, fondando il 9 luglio 1906 a Ladenburg una nuova azienda con suo figlio Eugen; nel 1908 anche il secondo figlio di Carl Benz, Richard, entrò nell'azienda.

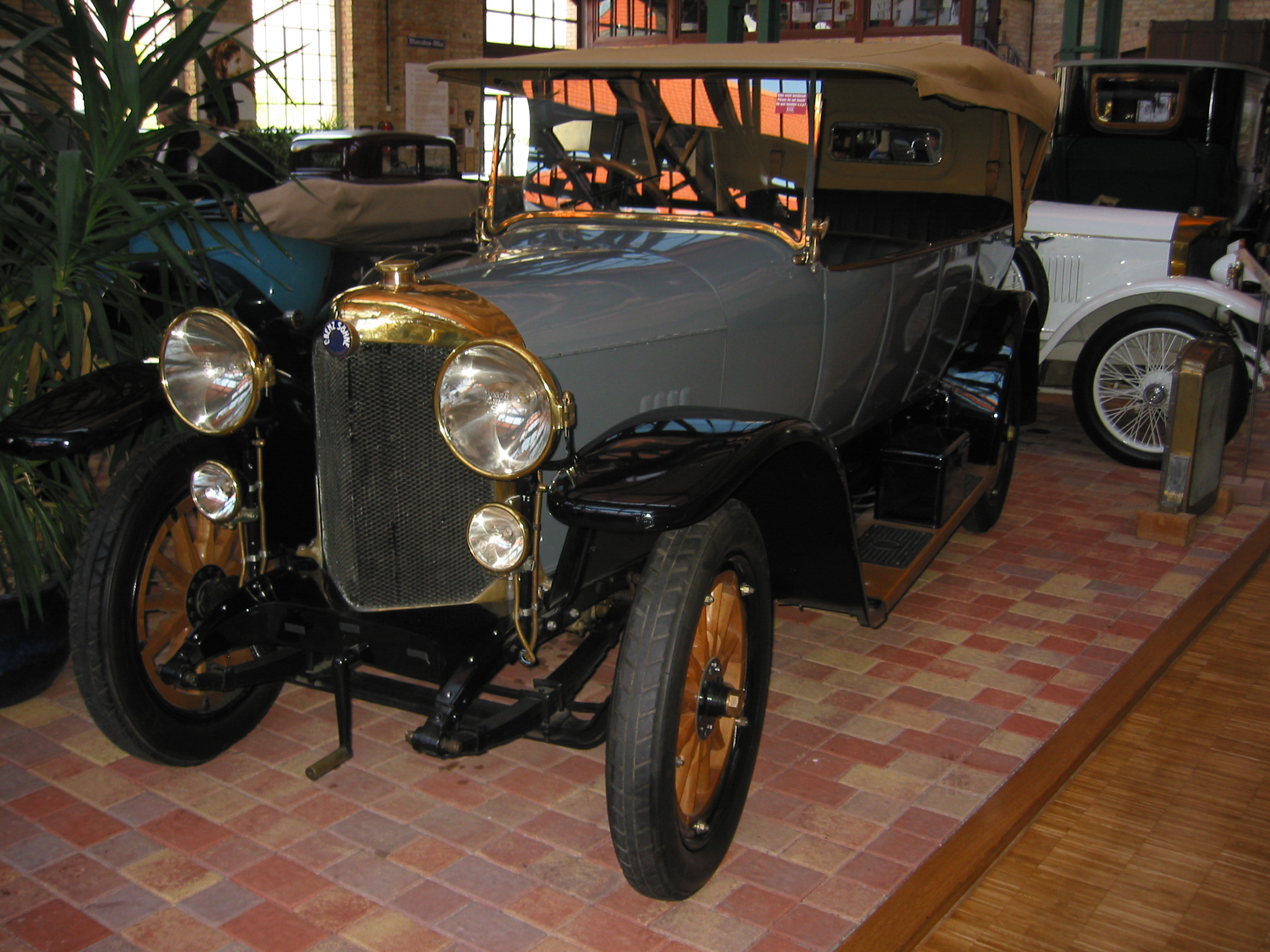
C. Benz Söhne Pkw 1924

Nel 1906 vide la luce il prototipo 10/18 PS, che prese parte alla Prinz-Heinrich-Fahrt del 1909. Il veicolo raggiungeva i 90 km/h di velocità. Nel 1909 venne messa in opera la produzione in serie della 10/18 PS, Serie B. Nel 1912 Carl Benz si ritirò dall'azienda essendo ritornato nel consiglio di amministrazione della Benz & Cie. e la guida dell'azienda passò ai suoi figli. Fino alla prima guerra mondiale la C. Benz Söhne costruì praticamente solo un modello di auto che, per quanto continuamente sviluppato, vide la produzione di pochi esemplari.
Dal 1913 viene presentata un'auto con motore Hanriod e valvole a fodero; questo motore fu sviluppato a partire dall'idea originale di Charles Yale Knight e non venne mai prodotto in serie.
Dopo la guerra la produzione riprese con i modelli precedenti, ma nel 1923/24 una crisi finanziaria fece cessare la produzione automobilistica; le ultime vetture prodotte furono a uso aziendale e dei famigliari Benz e sono custodite nel museo che è sorto nei locali una volta occupati dall'azienda.
Da quel momento le attività aziendali si limitarono a quelle di riparazioni e assemblaggi per altre case costruttrici e, dopo essere entrata a far parte del gruppo Daimler-Benz nel 2010 venne definitivamente chiusa.

## Modelli

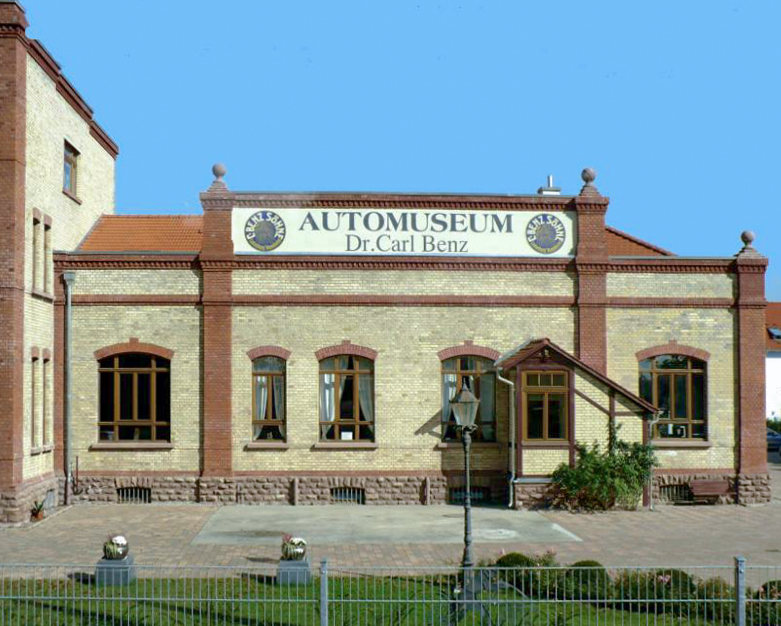
Automuseum Dr. Carl Benz di Ladenburg

| Tipo                        | Periodo   | Cilindri   | Cilindrata | Potenza                 | V max   |
| Serie B (10/18 PS)          | 1909–1910 | 4 in linea | 2608 cm³   | 18 PS (13,2 kW)         | 85 km/h |
| Serie C, D, E, F (10/22 PS) | 1910–1911 | 4 in linea | 2608 cm³   | 22 PS (16,2 kW)         | 70 km/h |
| Serie G, H, J, K (10/26 PS) | 1910–1914 | 4 in linea | 2608 cm³   | 26 PS (19,1 kW)         | 80 km/h |
| Serie L (14/42 PS)          | 1912–1923 | 4 in linea | 3560 cm³   | 42 PS (30,9 kW)         | 85 km/h |
| Serie A (8/20 PS / 8/25 PS) | 1913–1923 | 4 in linea | 2090 cm³   | 20-25 PS (14,7-18,4 kW) | 75 km/h |
| Serie M (10/30 PS)          | 1914–1921 | 4 in linea | 2608 cm³   | 30 PS (22 kW)           | 85 km/h |